# Hardik Pandya
Hardik Himanshu Pandya (* 11. Oktober 1993 in Choryasi, Indien) ist ein indischer Cricketspieler, der seit 2016 für die indische Nationalmannschaft spielt.

## Aktive Karriere

### Anfänge in der Nationalmannschaft
Erstmals fiel er bei der Indian Premier League 2015 auf, wo er für die Mumbai Indians spielte und nachdem er bei der Vijay Hazare Trophy 2015/16 für Baroda spielend der beste Batter war. Damit fiel er den Selektoren auf, die ihn ins Nationalteam aufnahmen. Sein Debüt in der Nationalmannschaft gab er dann im Januar 2016 bei in der Twenty20-Serie in Australien. Daraufhin wurde er in den Kader für den Asia Cup 2016 berufen und erzielte dort gegen Pakistan 3 Wickets für 8 Runs. Es folgte der ICC World Twenty20 2016, bei dem er gegen Bangladesch (2/29) und Australien (2/36) jeweils zwei Wickets erzielte. Nachdem er eine schwache Indian Premier League 2016 erzielt hatte, wurde er zunächst aus dem Kader genommen. Im Oktober absolvierte er bei der Tour gegen Neuseeland sein Debüt im ODI-Cricket und konnte dabei 3 Wickets für 31 Runs erreichen, wofür er als Spieler des Spiels ausgezeichnet wurde. Im November verletzte er sich an der Schulter und musste mehrere Wochen aussetzen. Gegen England konnte er im Januar in der ODI-Serie drei Wickets (3/49) und sein erstes internationales Fifty (56 Runs) erreichen. Im Sommer wurde er für die ICC Champions Trophy 2017 nominiert und konnte im Finale gegen Pakistan ein Fifty über 76 Runs erzielen. Bei der folgenden Tour in den West Indies konnte er dann 3 Wickets für 40 Runs in den ODIs erreichen. Kurz darauf gab er in Sri Lanka sein Test-Debüt. Dabei erzielte er ein Fifty über 50 Runs und im dritten Test der Serie gelang ihm sein erstes Century über 108 Runs aus 96 Bällen. Für letzteres wurde er als Spieler des Spiels ausgezeichnet.
Zu Beginn der Saison 2017/18 erzielte er in der ODI-Serie gegen Australien zwei Half-Centuries (83 und 78 Runs). In beiden Spielen wurde er als Spieler des Spiels ausgezeichnet. im Dezember erreichte er in den Twenty20s gegen Sri Lanka 3 Wickets für 29 Runs. Dies wurde gefolgt durch ein Fifty über 93 Runs im ersten Test in Südafrika. Im Sommer 2018 erzielte er zunächst im Test gegen Afghanistan ein Fifty über 71 Runs. Daraufhin reiste er mit dem Team nach England. Dort erzielte er zunächst in den Twenty20s 4 Wickets für 38 Runs und trug damit entscheidend zum Seriensieg bei. In der Test-Serie erreichte er im zweiten Test 3 Wickets für 66 Runs, bevor er im dritten neben einem Fifty über 52* runs ein Five-for über 5 Wickets für 28 runs erzielte. Beim Asia Cup 2018 musste er nach einer Rückenverletzung beim Spiel gegen Pakistan mit einer Trage vom Feld getragen werden. Daraufhin setzte er mehrere Monate aus. Im Januar 2019 gab er zusammen mit KL Rahul ein Interview in einer TV-Sendung das allgemein als misogyn, sexistisch und rassistisch eingestuft wurde. Pandya entschuldigte sich, wurde jedoch kurzzeitig aus dem Nationalteam suspendiert. Kurz nach seiner Rückkehr musste er erneut wegen seiner Rückenverletzung aussetzen.

### Aufstieg zu ersten Einsätzen als Kapitän
Im Sommer 2019 war er Teil des indischen Teams beim Cricket World Cup 2019. Dabei gelangen ihm gegen Australien 48, gegen die West indies 46 und gegen England 45 Runs. Gegen Bangladesch gelangen ihm dann 3 Wickets für 60 Runs. Kurz darauf musste er wieder aufgrund seines Rückens aussetzen und wurde daraufhin an diesem operiert. Im November 2020 erreichte er bei der Tour in Australien in den ODIs zwei Fifties (90 und 92* Runs). Im März 2021 konnte er gegen England 64 Runs erzielen. Daraufhin wurde er für den ICC Men’s T20 World Cup 2021 nominiert und erreichte dort unter anderem 35* Runs gegen Afghanistan. Bei der Indian Premier League 2022 führte er den Neuling Gujarat Titans zum Titel. Im Sommer 2022 übernahm er bei der Twenty20-Serie in Irland die Kapitänsrolle. Daraufhin reiste er mit dem Team nach England und konnte dort im ersten Twenty20 neben einem Fifty (51 Runs) auch 4 Wickets für 33 Runs mit dem Ball erzielen, wofür er als Spieler des Spiels ausgezeichnet wurde. In der folgenden ODI-Serie konnte er im dritten Spiel ebenfalls ein Fifty (71 Runs) und 4 Wickets für 24 Runs erreichen, womit er als Spieler der Serie ausgezeichnet wurde. Beim Asia Cup 2022 gelangen ihm gegen Pakistan 3 Wickets für 25 Runs. Nach dem Turnier erzielte er gegen Australien 71* Runs in der Twenty20-Serie. Beim ICC Men’s T20 World Cup 2022 konnte er dann gegen Pakistan 3 Wickets für 30 Runs erzielen. und im Halbfinale gegen England ein Fifty über 63 Runs, was jedoch nicht zum Sieg ausreichte.

## Privates
Pandya ist mit der serbisch-stämmigen in Indien lebenden Tänzerin und Schauspielerin Nataša Stanković verheiratet und hat mit ihr ein Kind.